# St. James's Park (Londons tunnelbana)
St. James’s Park är en tunnelbanestation i London som trafikeras av Circle line och District line. Stationen öppnade år 1868 och ligger i närheten av St. James’s Park.

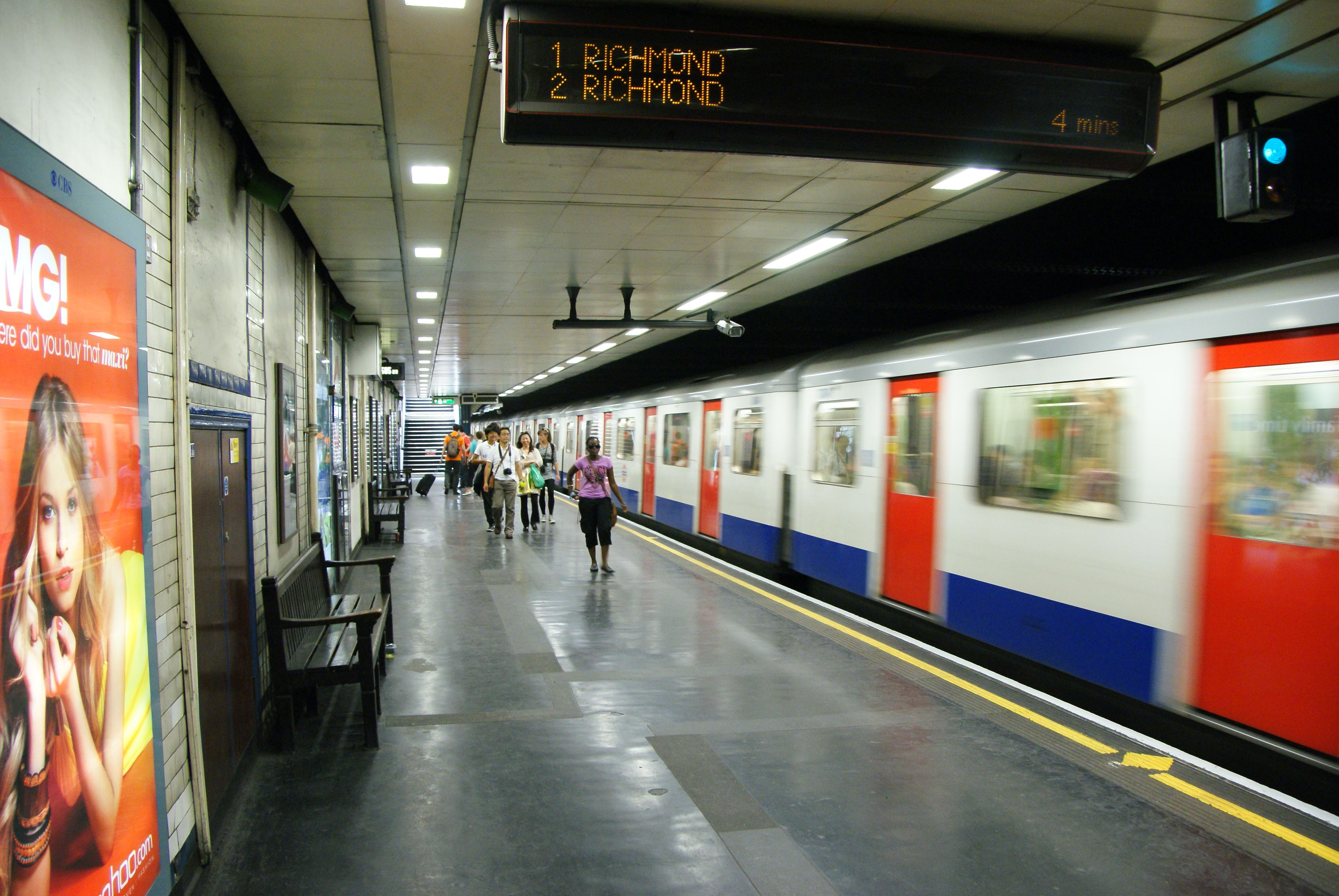
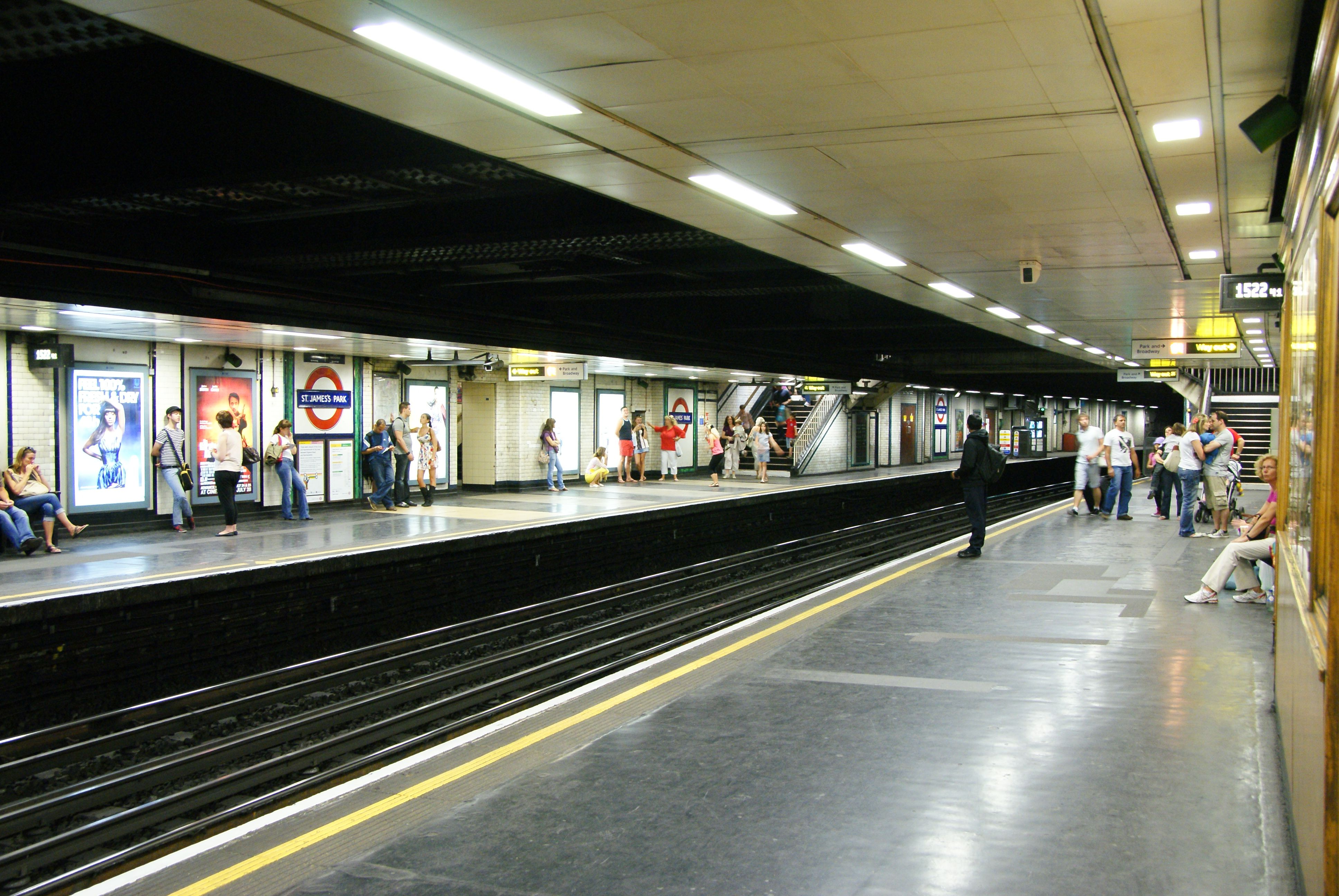
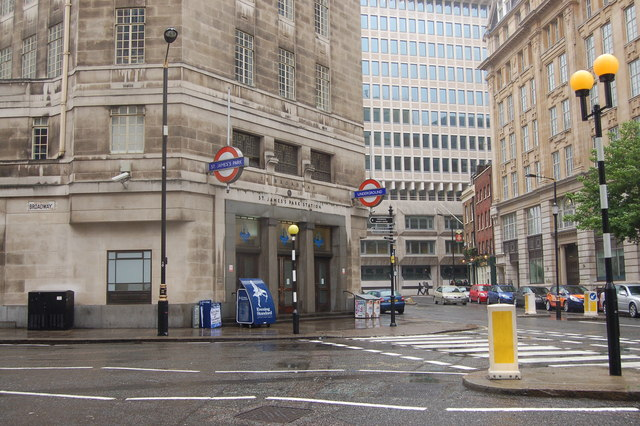